# Stratonice (Méhul)
Stratonice és una opéra comique en un acte composta per Étienne Méhul sobre un llibret de François-Benoît Hoffman, estrenada al Théâtre Favart de París, el 3 de maig de 1792. La trama és basa en De Dea Syria ("En la Deessa siriana", atribuït a Llucià) sobre un incident de la història dels selèucides, dinastia que va governar gran part de l'Orient Mitjà durant l'era hel·lenística del món antic.

## Història d'actuació
Stratonice va ser una òpera popular, rebent per més de 200 actuacions en vida de Méhul. El 6 de juny de 1792 una paròdia, Nice, de Jean-Baptiste Desprez i Alexandre de Ségur, va aparèixer al Théâtre du Vaudeville. El 1821 el nebot de Méhul, Joseph Daussoigne-Méhul, va escriure recitatius nous en una reposició de l'òpera a París de l'Académie Royale de Musique.

## Personatges

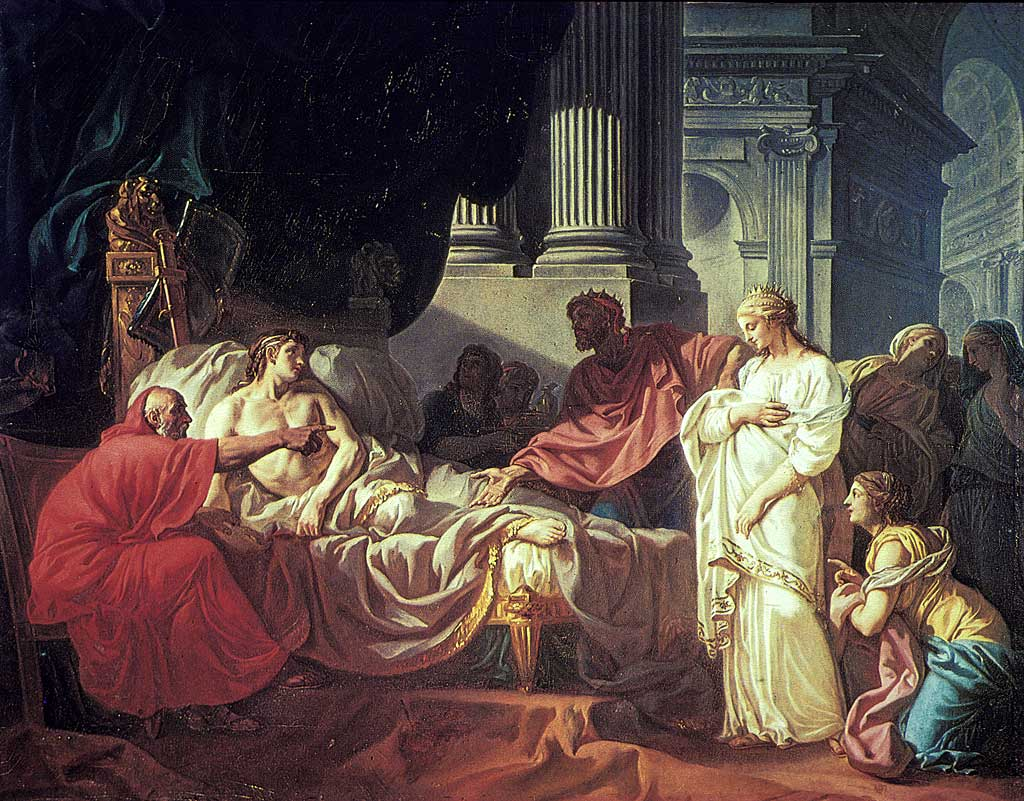
Antiochus I Stratonice (1774), pintat per Jacques-Louis David

| Funció                                | Tipus de veu     | Elenc de l'estrena, 3 de maig de 1792           |
| ------------------------------------- | ---------------- | ----------------------------------------------- |
| Stratonice, una princesa              | soprano          | Louise-Rosalie Lefebvre (sabut com Mme Dugazon) |
| Antiochus, príncep de Síria           | haute-contre     | Louis Michu                                     |
| Séleucus, rei de Síria                | taille (baríton) | Philippe Cauvy (sabut mentre "Philippe")        |
| Erasistrate (Erasistratus), un doctor | baríton          | Jean-Pierre Solié                               |

## Enregistraments
- Stratonice: Patricia Petibon (Stratonice), Yann Beuron (Antiochus), Étienne Lescroart (Séleucus), Karl Daymond (Erasistrate); Cappella Coloniensis, Corona Coloniensis, va conduir per William Christie (Erato, 1996; número de Catàleg 0630-12714-2)